# Kim Sichel
Kim Sichel (* 1955 in New York) ist eine US-amerikanische Kunsthistorikerin.
Sichel studierte Kunstgeschichte an der Yale University und promovierte 1986 über Germaine Krull. Sie lehrt seit 1987 an der Boston University. Auf Deutsch erschien von ihr 1999 das Buch Avantgarde als Abenteuer. Sie ist Direktorin der Boston University Art Gallery.